# Hermann Wäffler
Hermann Julius Wäffler (* 9. Februar 1910 in Sankt Petersburg, Russland; † 2. September 2003 in Windisch, Aargau, Schweiz) war ein deutsch-schweizerischer Kernphysiker und Hochschullehrer, der in der Schweiz und in Deutschland wirkte.

## Familie
Hermann Wäffler wurde als Sohn eines Bankdirektors geboren. Er heiratete Constanze «Stanzi» Philippine (* 13. Juni 1919; † 18. Januar 1996), geborene von Monakow, die Tochter und Enkelin der Mediziner Paul von Monakow und Constantin von Monakow. Constanze studierte an der ETH Zürich Mathematik und besuchte u. a. eine Vorlesung bei Wäfflers Vorgesetztem Paul Scherrer. Sie schrieb ihre Diplomarbeit bei Heinz Hopf, gab ihre Studien dann aber zugunsten häuslicher Pflichten auf. Aus der Ehe der Wäfflers gingen vier Kinder hervor.

## Schule und Ausbildung
Hermann Wäffler wuchs die ersten sieben Jahre seines Lebens im russischen Sankt Petersburg und die folgenden drei Jahre in Jekaterinburg auf. Er wurde zunächst von Privatlehrern unterrichtet, bevor er von 1920 bis 1924 in Schaffhausen eine Realschule besuchte. Danach absolvierte er 1925 bis 1928 eine Lehre zum Elektromechaniker bei einem Unternehmen für Apparatebau. Anschliessend war er ein Jahr als Monteur in den Eisen- und Stahlwerken der Georg Fischer AG tätig. Danach bereitete er sich anderthalb Jahre lang auf die Aufnahmeprüfung zur ETH Zürich vor, die er dann im Herbst 1931 bestand.

## Studium, Diplom und Promotion
Er nahm ein Studium der Ingenieurwissenschaften auf, wechselte jedoch nach vier Semestern zu den Fachgebieten Mathematik und Physik und schloss am 10. März 1936 mit dem Diplom als Physiker ab. Danach arbeitete er als Assistent am Physikalischen Institut der ETH Zürich unter dessen Direktor Paul Scherrer.
Am 26. Februar 1941 wurde dem Doktoranden Wäffler für die Lösung der Preisaufgabe Messung und Diskussion der Ursachen der zeitlichen Schwankungen der kosmischen Ultrastrahlung die ETH-Medaille in Silber verliehen.
Der begeisterte Bergsteiger Wäffler promovierte im selben Jahr bei Scherrer zum Thema Über die Intensitätsschwankungen der harten Komponente der Höhenstrahlung auf Jungfraujoch (3500 m ü. M.).

## Habilitation und Wirken
Im Herbst 1943 habilitierte er sich bei Scherrer und Franz Tank an der ETH Zürich, u. a. mit einem Probevortrag über den Bau des Atomkerns. Als Privatdozent für Atomphysik hielt er in der Folge Vorlesungen zu diesem Fachgebiet.

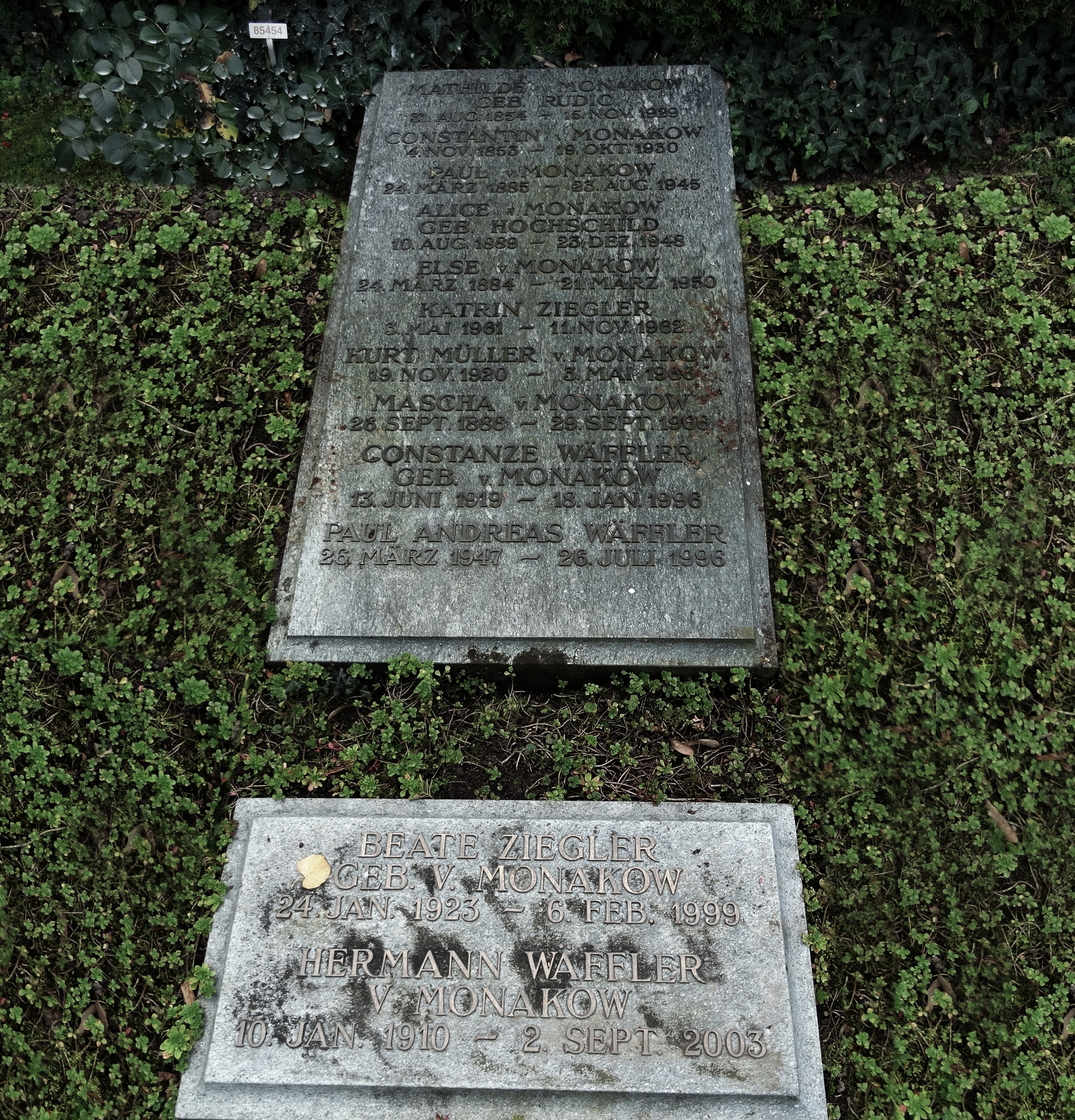
Grab, Friedhof Rehalp, Zürich

1945 war er wissenschaftlicher Mitarbeiter und gehörte der Schweizerischen Studienkommission für Atomenergie an.
Zum Wintersemester 1949/50 verlieh die ETH Zürich Wäffler den Titel eines (ausserplanmässigen, apl.) Professors. 1950 wurde er zum (ausserordentlichen, ao.) Professor für Experimentalphysik berufen. Von 1951 bis 1957 wirkte er als Direktor der II. Abteilung des Physikalischen Instituts ebenda.
Am 1. Oktober 1956 wurde Wäffler zum Wissenschaftlichen Mitglied des Max-Planck-Instituts für Chemie berufen und leitete in der Folge dessen Hochspannungsabteilung, die aus der ehemaligen Abteilung Kernphysik hervorgegangen war. Am 20. April 1959 wurde Wäffler zum Direktor der Abteilung Kernphysik des Max-Planck-Instituts für Chemie (MPI C bzw. Otto-Hahn-Institut) ernannt, eine Funktion, die er bis zum 28. Februar 1978 ausübte. Dort forschte er mit verschiedenen Generationen von Teilchenbeschleunigern zu Prozessen an Atomkernen.
Von 1957 bis zu seiner Emeritierung 1978 wirkte er als Honorarprofessor am Institut für Kernphysik der Johannes Gutenberg-Universität in Mainz.
Hermann Wäffler verstarb im Alter von 93 Jahren und fand seine letzte Ruhestätte auf dem Friedhof Rehalp in Zürich.

## Veröffentlichungen (Auszug)
- Über die Intensitätsschwankungen der harten Komponente der Höhenstrahlung auf Jungfraujoch (3500 m ü. M.). Dissertation, ETH Zürich. In: Helvetica Physica Acta. 14. Jg., Nr. 4, Birkhäuser, Basel 1941, S. 215–256, OCLC 884866392. doi:10.3929/ethz-a-000092449.[9]
- Physik der Elektronenhülle. Akademischer Fortbildungskurs an der E.T.H. / G.E.P., Nr. 53, Zürich 1944, OCLC 637518231.
- Elektronenhülle und Atomkern. Rascher, Zürich 1945; Sonderdruck aus: Schweizer Chemiker-Zeitung – Technik – Industrie. 13. Jg. 1945, OCLC 742014290.
- Die Nordostwand des Finsteraarhorns. In: Berge der Welt. 1. Jg., 1946. Hrsg. von der Schweizerischen Stiftung für Alpine Forschung. Interverlag AG, Zürich, S. 151–165.[10]
- Winterliches Bergsteigen – Erlebnisse, Gedanken und Erfahrungen. In: Berge der Welt. 5. Jg., Bern 1950, OCLC 753290544.
- Paritätsverletzende Kernkräfte. In: Naturwissenschaften. 6. Jg., 1968, OCLC 5653552364, S. 255–261.
- Parity violation by nuclear forces. Argonne National Laboratory, Argonne, Illinois, 1968, OCLC 929861731.
- Forschung in Kernphysik an der ETH Zürich, 1928 bis 1960. Paul-Scherrer-Institut, Würenlingen/Villigen 1991, OCLC 887348394.
- Kernphysik an der ETH Zürich zu Zeiten Paul Scherrers. (PDF; 2,0 MB) In: Vierteljahrsschrift der Naturforschenden Gesellschaft in Zürich. Nr. 137/3, 1992, S. 143–176.

## Mitgliedschaft
- Akademischer Alpen-Club Zürich[3]